# Salvia corrugata
Salvia corrugata es una planta perenne de la familia de las lamiáceas. Es originaria de Colombia, Perú y Ecuador, donde crece a una altitud de 1000 a 3500 metros. 

## Descripción
Salvia corrugata alcanza un tamaño de 2,5 metros en su hábitat natural, y 1,2 m en el cultivo. Las hojas tienen forma de huevo, son perennes y profundamente onduladas de 5 cm por 3,5 cm, de color verde oscuro en la parte superior, y con vetas de color marrón pálido y pelos finos debajo. Las flores son de color púrpura-azules de 2,5 cm de largo, con un pequeño cáliz de color púrpura oscuro verdoso. Las flores crecen en verticilos, congestionadas, con 6-12 flores en cada una de las 3-4 inflorescencias.

## Cultivo
Fue puesto en la horticultura alrededor del año 2000, como resultado de un viaje de recolección a América del Sur en 1988. Todas las plantas de cultivo son hoy de seis semillas que germinaron a partir de ese viaje.

## Usos medicinales
Tradicionalmente se la considera útil para resfríos y malestares del sistema respiratorio por ser una planta "caliente".

## Taxonomía
Salvia corrugata fue descrita por Martin Vahl y publicado en Enumeratio Plantarum . . . 1: 252. 1805.
Etimología
Ver: Salvia
corrugata: epíteto latino que significa "arrugada".
Sinonimia
- Alguelaguen gaudichaudii Briq.
- Sphacele gaudichaudii Briq.[6][7]